# Groblje krijesnica
Groblje krijesnica (jap. Hotaru no Haka) je japanska anime drama iz 1988. koju je režirao Isao Takahata. Film govori o dvoje djece u Japanu za vrijeme 2. svjetskog rata te je stekao pohvale kritičara.

## Filmska ekipa
Režija: Isao Takahata
Glasovi: Tsutomu Tatsumi ( Seita ), Ayano Shiraishi ( Setsuko ), Yoshiko Shinohara ( Majka ), Akemi Yamaguchi ( Teta ) i drugi.

## Radnja
Duhovi dječaka Seite i njegove mlađe sestre Setsuko govore kako su umrli. Godina je 1945. a Japan počinje gubiti bitku u drugom svjetskom ratu. Pri bombardiranju grada Kobea je poginula majka 14-godišnjeg Seite i njegove mlađe sestre Setsuko pa su tako oboje ostali bez skrbništva jer se njihov otac bori u ratu na nekom brodu u Tihom oceanu. Seitu i Setsuku prima njihova teta, ali se ne brine osobito puno o njima. Stoga djeca napuštaju njen dom i odlaze samostalno živjeti u nekom napuštenom bunkeru. No glad je njihov najveći neprijatelj, a naći hranu je gotovo nemoguće.

## Nagrade
- Osvojen Blue Ribbon Award.
- Osvojena nagrada Chicago International Children's Film Festival ( Najbolji animirani film ).

## Zanimljivosti
- Film se zasniva na istinitoj priči. Akiyo Nosaka, autor knjige po kojem je snimljen ovaj film, je sam tijekom 2. svjetskog rata gladovao i izgubio sestru zbog pothranjenosti.
- Groblje krijesnica se pokazivalo u japanskim kinima istovremeno s animeom Moj susjed Totoro koji je trebao razvedriti publiku nakon te depresivne priče.

## Kritika
"Groblje krijesnica" je hvaljena oda pacifizmu i apel protiv mržnje i ludosti rata koji je prikazan kao stanje koje upropaštava jednu cijelu generaciju. Radi se o jednom od najcjenjenijih i najslavnijih animea 1980-ih, koji je na kritičarskom siteu rottentomatoes.com od kritičara dobio vrlo visoku srednju ocjenu od 8.9/10  koji su ga čak uspoređivali s filmom "Schindlerova lista", a samo ga je malen dio kritizirao zbog monotone priče i ukočene strukture. Socijalni realizam prikazan je iznimno plastično i jednostavno: priča nema humora ili akcije i samo prati dvoje djece koji su izgubili svoje roditelje i polako umiru od gladi i za koje nema sretnog završetka, čime definitivno ruši klišejizirano mišljenje da su svi animirani filmovi namijenjeni za djecu. Jer radi se o filmu za odrasle, dirljivom i nepretencioznom djelu s porukama koja potiče na razmišljanje.

## Vanjske poveznice
- Groblje krijesnica u internetskoj bazi filmova IMDb-a
- Rotten-tomatoes.com